# Henry G. Sanders

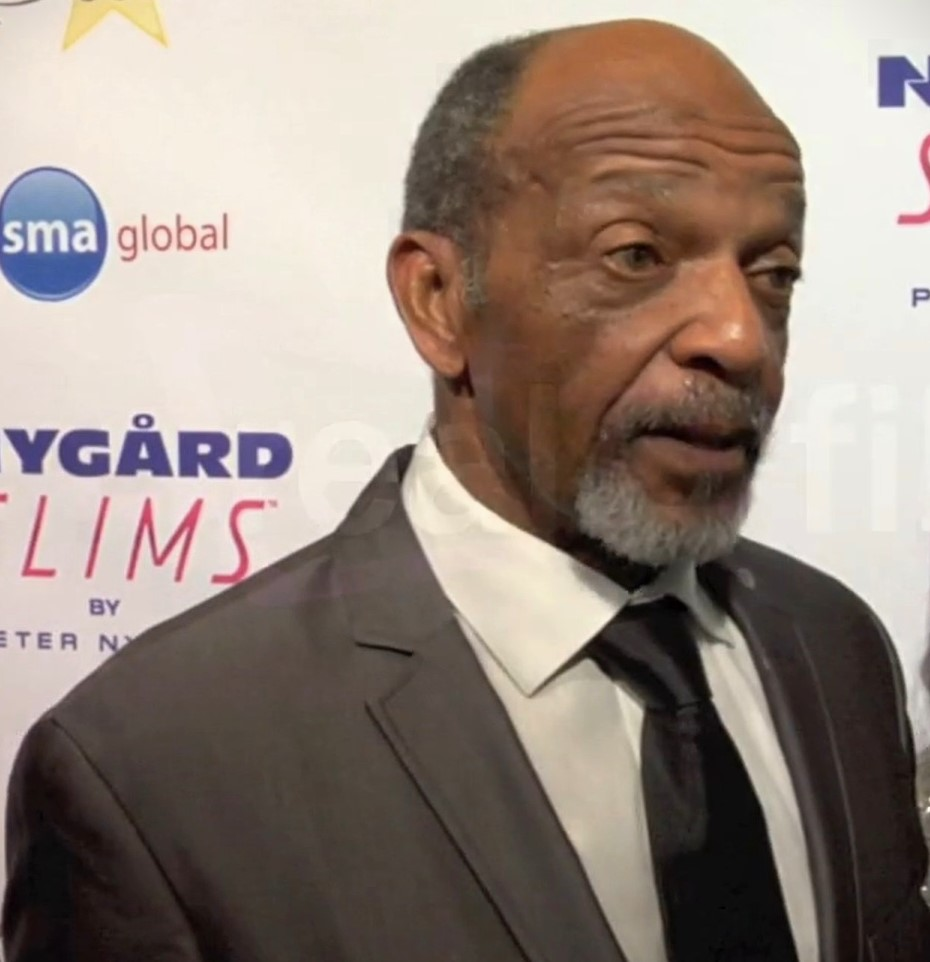
Henry G. Sanders, 2015

Henry Gale Sanders (* 18. August 1942 in Houston, Texas) ist ein US-amerikanischer Schauspieler.
Sanders ist vor allem für seine Rolle des ehemaligen Sklaven und Hufschmieds Robert E. in der Serie Dr. Quinn – Ärztin aus Leidenschaft bekannt. Ansonsten spielte er meist Nebenrollen in Kinofilmen und war als Gaststar in verschiedenen Fernsehserien zu sehen. Sein Schaffen umfasst mehr als 120 Produktionen.

## Filmografie (Auswahl)
- 1981: Jodie – Irgendwo in Texas (Hard Country)
- 1983: Atemlos (Breathless)
- 1984: Die Herzensbrecher (Heartbreakers)
- 1984: Mord ist ihr Hobby (Murder, She Wrote, Fernsehserie, 1 Folge)
- 1986: Ein Engel auf Erden – Der Engel mit dem „B“ davor (The Last Assigniert)
- 1988: Annies Männer (Bull Durham)
- 1990: The Man Inside – Tödliche Nachrichten (The Man Inside)
- 1991: Chucky 3 (Child's Play 3)
- 1992: Kuffs – Ein Kerl zum Schießen (Kuffs)
- 1993–1998: Dr. Quinn – Ärztin aus Leidenschaft (Dr. Quinn, Medicine Woman, Fernsehserie, 108 Folgen)
- 1999: Dr. Quinn – Ärztin aus Leidenschaft: Der Film (Dr. Quinn Medicine Woman: The Movie)
- 1999: Knocked Out – Eine schlagkräftige Freundschaft (Play It to the Bone)
- 2001: Nenn’ mich einfach Nikolaus (Call Me Claus, Fernsehfilm)
- 2006: Rocky Balboa
- 2010: Du schon wieder (You Again)
- 2013: Grey’s Anatomy (Fernsehserie, 1 Folge)
- 2014: Whiplash
- 2014: Selma